# T (programovací jazyk)
Programovací jazyk T je dialekt programovacího jazyka Scheme. Vznikl na začátku osmdesátých let díky Jonathanu A. Reesovi a Normanu I. Adamsovi z Yale University jako experiment návrhu a implementace programovacích jazyků.
Cílem programovacího jazyka T je potvrdit teze série článků o jazyku Scheme, které napsali Steele a Sussman: že Scheme lze použít jakožto základ pro praktické programovací jazyky výjimečné výkonnosti a že výkon implementací jazyka Scheme může být vyšší než u ostatních Lisp systémů a srovnatelný s implementacemi programovacích jazyků jako je C a BLISS, které jsou běžně považovány za efektivnější než Lisp na konvenčních architekturách.